# Haus ohne Dach (Kallmünz)

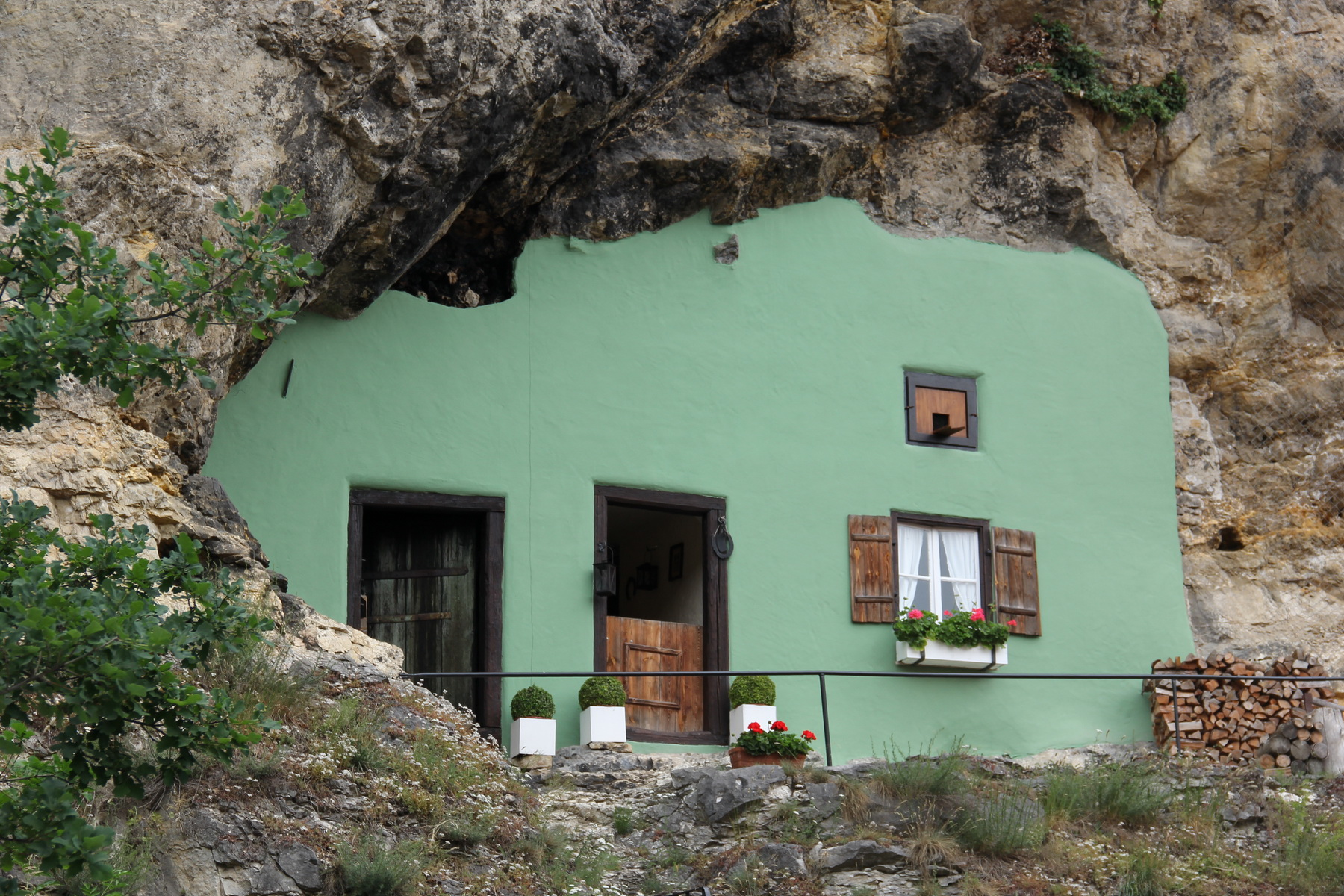
Haus ohne Dach in Kallmünz

Das Haus ohne Dach ist eine noch genutzte Wohnhöhle in dem Oberpfälzer Markt Kallmünz.

## Lage
Die Wohnhöhle liegt nördlich der Vils am Südende des Schlossbergs, auf dem die Burgruine Kallmünz steht. Der Eingang liegt zurückgesetzt von der Vilsgasse am Fuß einer etwa 20 Meter hohen Kalkfelswand des Schlossbergs, der Zugang führt zwischen den denkmalgeschützten Wohnhäusern Vilsgasse 26 und Vilsgasse 28 hindurch.

## Geschichte

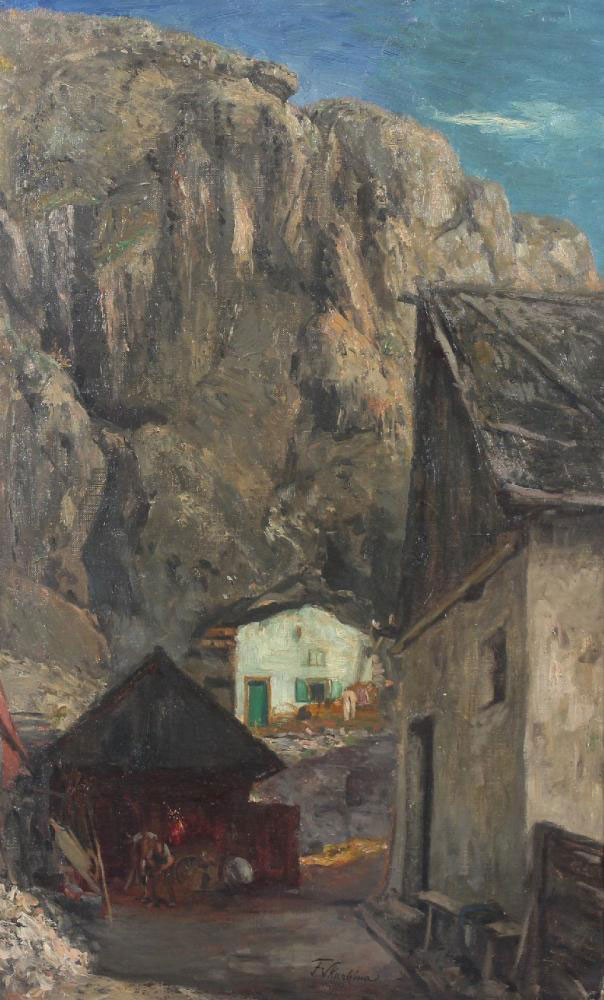
Das Haus ohne Dach mit Schmiede auf einem Gemälde von Franz Skarbina (1849–1910)

Die älteste bekannte Erwähnung der Höhlenwohnung findet sich in einer im Grundbucharchiv in Amberg aufbewahrten Urkunde mit der Jahresangabe 1707. Im 19. Jahrhundert wurde sie auch als „Haus unter dem Felsen“ bezeichnet. 1908 wurde sie an den Besitzer der vor ihr an der Straße liegenden Schmiede verkauft, in dessen Familienbesitz sie sich weiter befindet. Der letzte permanente Bewohner verließ das Haus 1937, weil er durch die feuchte Höhlenluft an Rheuma erkrankt war.
Inzwischen wurde im Inneren des Hauses ein Dach errichtet, um das Eindringen von Wasser zu verhindern. Dieses Dach ist aber von außen nicht sichtbar.

## Beschreibung
Das Haus ohne Dach besteht aus einer natürlichen Höhle in dem Dolomitfelsen, deren Öffnung durch eine verputzte Mauer mit Tür und Fenstern verschlossen ist. Im Inneren gibt es einen Flur, einen Wohnraum, zwei in Felsnischen eingepasste Lagerräume und eine historische Räucherkammer.

## Varia
Im Roman Rosalie von Berni Mayer spielt die Geschichte eine Zeitlang bei und in dem Haus ohne Dach.
Dieses Haus zeigt, wie die urzeitliche Tradition des „Rastplatzes unter dem Felsen“ auch in der Neuzeit von manchen Siedlungen bewahrt wird.